# Distretto di Graz-Umgebung
Graz-Umgebung è un distretto amministrativo dello stato di Stiria, in Austria. Il capoluogo, pur non appartenendo al distretto, è Graz, i centri maggiori distrettuali sono la città di Frohnleiten ed il comune mercato di Gratkorn.

## Geografia antropica
Dalla riforma amministrativa entrata in vigore nel gennaio 2015 il distretto è suddiviso in 36 comuni, di cui 1 con status di città e 21 con diritto di mercato.

### Città
- Frohnleiten

### Comuni mercato
- Deutschfeistritz
- Dobl-Zwaring
- Eggersdorf bei Graz
- Feldkirchen bei Graz
- Gössendorf
- Gratkorn
- Gratwein-Straßengel
- Hausmannstätten
- Hitzendorf
- Kalsdorf bei Graz
- Kumberg
- Laßnitzhöhe
- Lieboch
- Peggau
- Premstätten
- Raaba-Grambach
- Sankt Marein bei Graz
- Semriach
- Thal
- Übelbach
- Vasoldsberg

### Comuni
- Fernitz-Mellach
- Hart bei Graz
- Haselsdorf-Tobelbad
- Kainbach bei Graz
- Nestelbach bei Graz
- Sankt Bartholomä
- Sankt Oswald bei Plankenwarth
- Sankt Radegund bei Graz
- Seiersberg-Pirka
- Stattegg
- Stiwoll
- Weinitzen
- Werndorf
- Wundschuh